# Kelin
'Kelin'  è un film kazako del 2009 diretto da Ermek Tursunov.

## Trama
Antico Kazakistan , il film racconta la storia di una donna che si sposa contro la sua volontà con un pastore. Il suo vero amore, Mergen, non è abbastanza forte da prenderlo in sposo. Mergen giura che riconquisterà la ragazza che ama. Nel frattempo, la nuova sposa migra nel dormitorio del marito, dove vivranno con la suocera. L'anziana ha un dominio assoluto su tutti in casa. Ma le cose si complicano quando il suo vecchio amore torna a prenderla con sè. Ma ormai la sposa è abituata alla sua nuova famiglia. Mergen osserva  così la famiglia da lontano e inizia a cercare opportunità.
La storia raccontata si svolge in particolare sui Monti Altaj tra il II e il IV secolo. Nel film sono presenti pratiche legate all'antico sciamanesimo turco.

## Produzione
Nel film non è stata utilizzata alcuna lingua. Non sono stati necessari sottotitoli per la visione. Durante tutto il film, si sentono solo i suoni della natura. Le voci umane appaiono anche come un elemento naturale solo in alcuni punti (come urla, gemiti).

## Riconoscimenti
Il film, nel 2009, è entrato nella Short-list dei nove candidati per l' Oscar al miglior film straniero.